# 三浦大助
三浦 大助（みうら だいすけ、1928年（昭和3年）3月27日 - ）は、日本の政治家、厚生官僚。元長野県佐久市長。

## 来歴
長野県南佐久郡野沢町（現・佐久市）生まれ。旧制長野県野沢中学校（現・長野県野沢北高等学校）を経て、東京慈恵会医科大学卒業。昭和27年（1952年）医学博士。同28年（1953年）同大学公衆衛生学教室に入り、同29年（1954年）旧厚生省入省。同38年（1963年）富山県厚生部環境課長、同44年（1969年）山形県衛生部長、同47年（1972年）厚生省環境衛生局食品衛生課長、同50年（1975年）保険局医療課長、同53年（1978年）統計情報部長、同54年（1979年）旧環境庁大気保全局長、同56年（1981年）厚生省公衆衛生局長、同58年（1983年）公害等調整委員会委員を歴任した。1989年 (平成元年) 佐久市長選挙に当選した。
在任中は北陸新幹線佐久平駅の設置などの高速交通網の整備や、平成の大合併で周辺3町村との新設合併を実現した。また佐久水道企業団企業長を務め、2001年4月には全国水道企業団協議会会長に選出された。2006年6月、政府が簡易水道の国庫補助削減方針を打ち出す中、企業団協会長として関係府省に対し予算対策のための要望活動を行った。
2009年、佐久市長任期満了に伴い、事実上の政界引退。佐久総合病院機能移転問題を主眼において争われた佐久市長選挙において、後継候補として長野県佐久地方事務所長の木曽茂を推薦し、新病院建設予定地が工業地域であることを理由に移転を現職時代から反対していたが、選挙で木曽は県議会議員の柳田清二に僅差で敗れた。
2011年旭日中綬章受章。引退後は市内の双緑会岸野保育園の理事長を務める。また、かねてから活動していた昆虫食研究会「げんごろうの会」の活動などを行っている。